# 世界政府
世界政府（せかいせいふ、World Government）とは、国家の上部組織として世界全体を統治する、構想上の政府である。
「人種・言語などの差を乗り越えた世界平和・人類平等のためには全ての国家を統合した世界国家を建設すべきである」という考え方に立って主張される。現在においてこの構想に似た理想を掲げ、実現させている組織はEUのみだが、EUはあくまでヨーロッパ圏内の統合を目指すものとされており、世界国家或いは世界政府を志向するものではない。
1920年に創設された国際連盟およびその後身組織の国際連合は、その機能が限定されており世界政府と言えるような組織ではなく、これまでの人類の歴史上、世界政府は一度も実現されたことはない。

## 現況

国際連合の旗

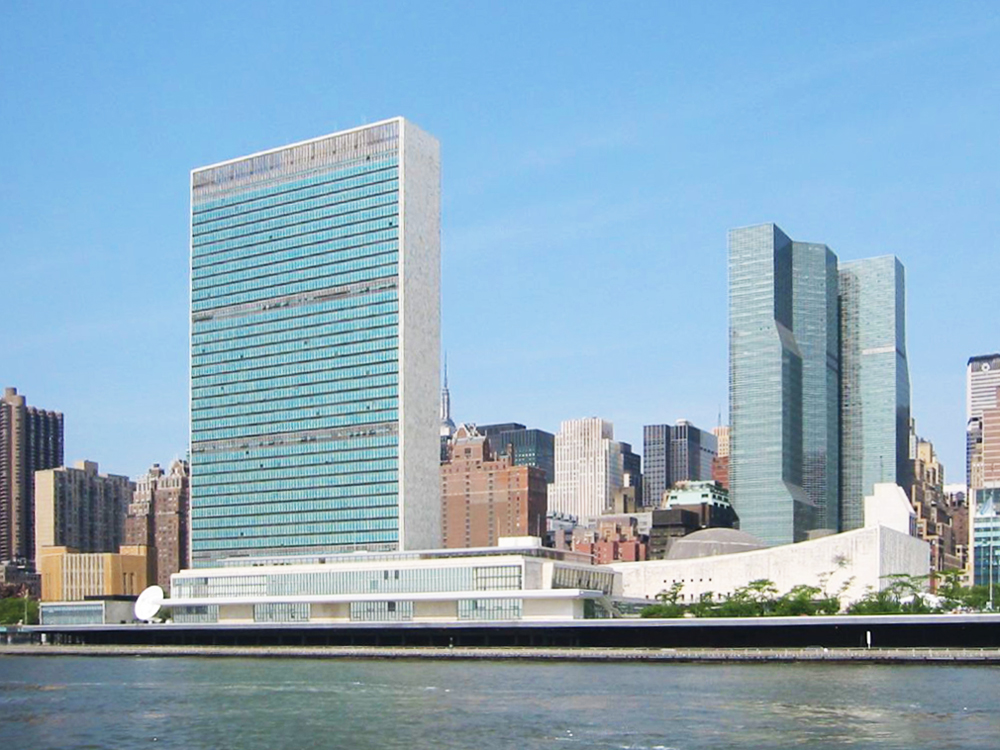
ニューヨークにある国連本部。

2023年現在、地球全体を政治的、経済的、軍事的に統治するような組織や憲法、法律は存在しない。
現在の世界は、地理、人種、宗教、言語などの違いによって、「国家」と呼ばれる、おおよそ200のそれぞれが互いに違う政治的構造を持った領域に分かれている。これらの国家は、それぞれ数多くの国際連合に代表される国際機関や条約に加入しているが、それらに法的な実行力・拘束力のあるものは少なく、また参加する国家の自由意志によって参加や脱退が可能となっている。
地球全体を政治的、経済的、軍事的に統治できるものではないが、世界政府と目的を同一とするような、代表的な国際組織や条約を挙げる。
- 国際法：世界全体を規律する法のこと。条約、慣習国際法に二分される。基本的に強制力が無いため、多くの国では自国内の法律が優先されている。
- 国際連合（UN）：国際平和と安全の維持（安全保障）、経済・社会・文化などに関する国際協力の実現を目的として設立され、193政府が加入する[2][3]。総会、安全保障理事会、経済社会理事会などの主要機関のほか、世界保健機関などの20以上の傘下組織・付属機関・補助機関が存在している[4]。軍事面では、国連は平和維持活動のための多国籍軍（国連軍）を編隊している。列強五大国のみが拒否権を行使できる安全保障理事会が存在するが、米英仏と中露が相互に拒否権を行使しあうため合意に至ることは少ない。
- 国際刑事警察機構（インターポール）: 国際犯罪の防止や犯罪捜査や犯人逮捕に携わる各国の警察の連携などを目的として世界各国の警察機関により組織された国際組織[5]。2018年現在、加盟している国・地域は192にのぼり[6]、国際連合に次ぐ規模を有している[7]。しかし、フィクションに登場するような国際捜査官は存在せず、あくまで加盟国間の連絡・調整のための機関である。
- 国際刑事裁判所（ICC）：2003年に創設された、人道に対する罪など、個人の国際犯罪を裁く常設の国際裁判所。124ヵ国が加入。逮捕状や国際手配がなされるものの被疑者の逮捕・収監には至らない例が多いことや、アジアとアフリカでの加入率の低さが問題として挙げられる。
- 世界銀行/国際通貨基金（IMF）：金融の世界的な専門機関。加盟国の格差と貧困の是正・撲滅、高水準の雇用と国民所得の増大、為替の安定などを目的とする。大国の寡頭的覇権主義、特に国際通貨基金に唯一の拒否権を維持しているアメリカ合衆国の存在が批判を受けている。
- 世界貿易機関（WTO）：自由貿易の促進を目的とする、貿易の世界的な専門機関。164ヶ国が加入し、さらに北朝鮮やエリトリアなど一部の独裁政権を除く多くの国がオブサーバーとして加入。
- G7: 年1回で開催される、フランス、アメリカ、イギリス、ドイツ、日本、イタリア、カナダの7つの先進国の首脳会議。G7諸国の競争力の低下や新興国の台頭、G20が結成されたことなどで影響力は低下しつつあるものの、現在もG7の国家だけで国際秩序において甚大な影響力を有している。
- G20：G7に加え、新興国やEUを加えた年1回で開催される首脳会議。

ニック・ボストロムは人類の社会が狩猟採集社会から国家と国際機関が協調する社会へと移り変わって来たことを指摘して"あとひと飛びすれば"世界政府にたどり着くことができると発言している。

## 世界政府に対する意見

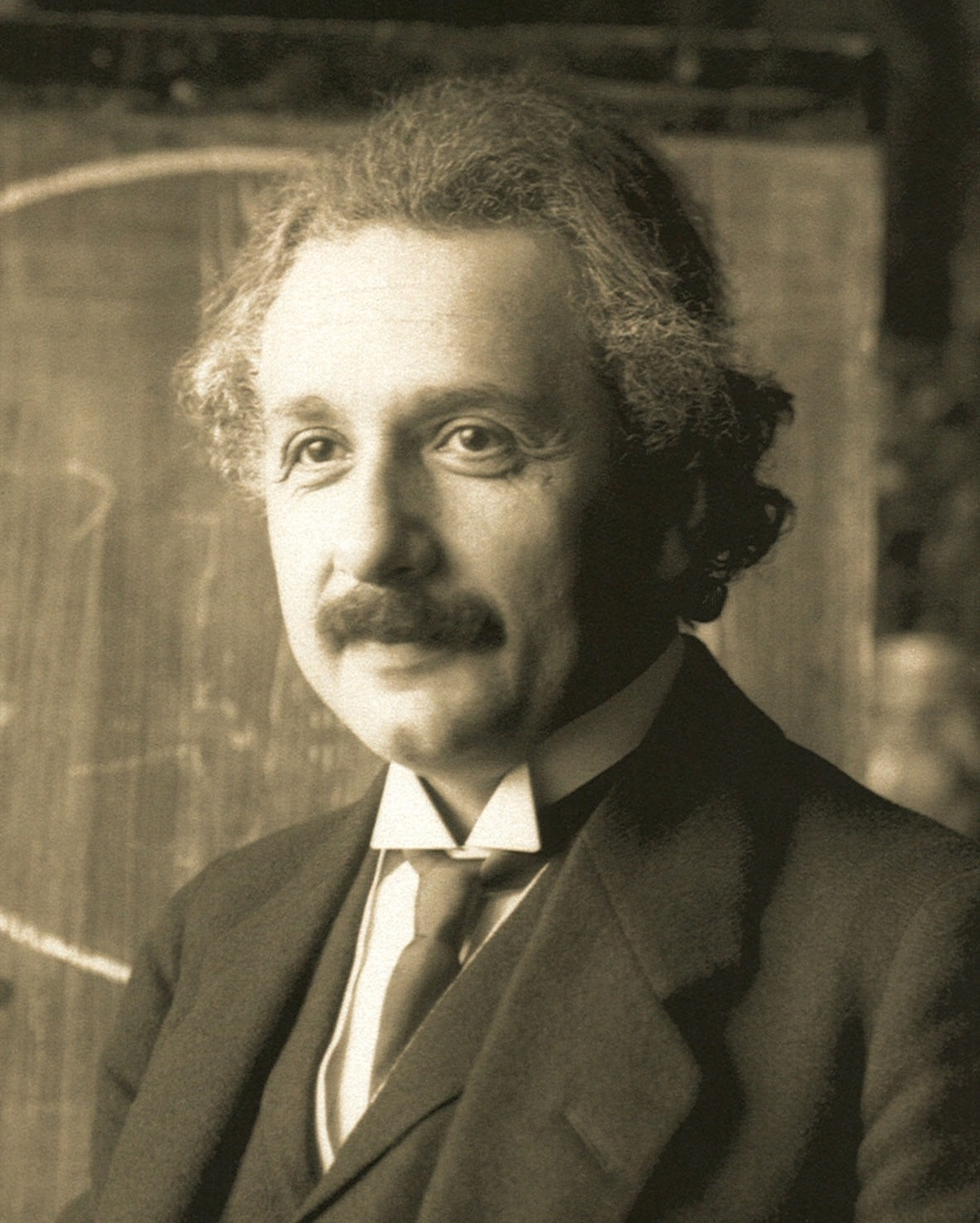
アルベルト・アインシュタイン
アルベルト・アインシュタインは、特に第二次世界大戦後の晩年にその樹立を強く主張していたことで知られる。彼は国連総会に送った手紙の中で世界政府樹立を提唱している。

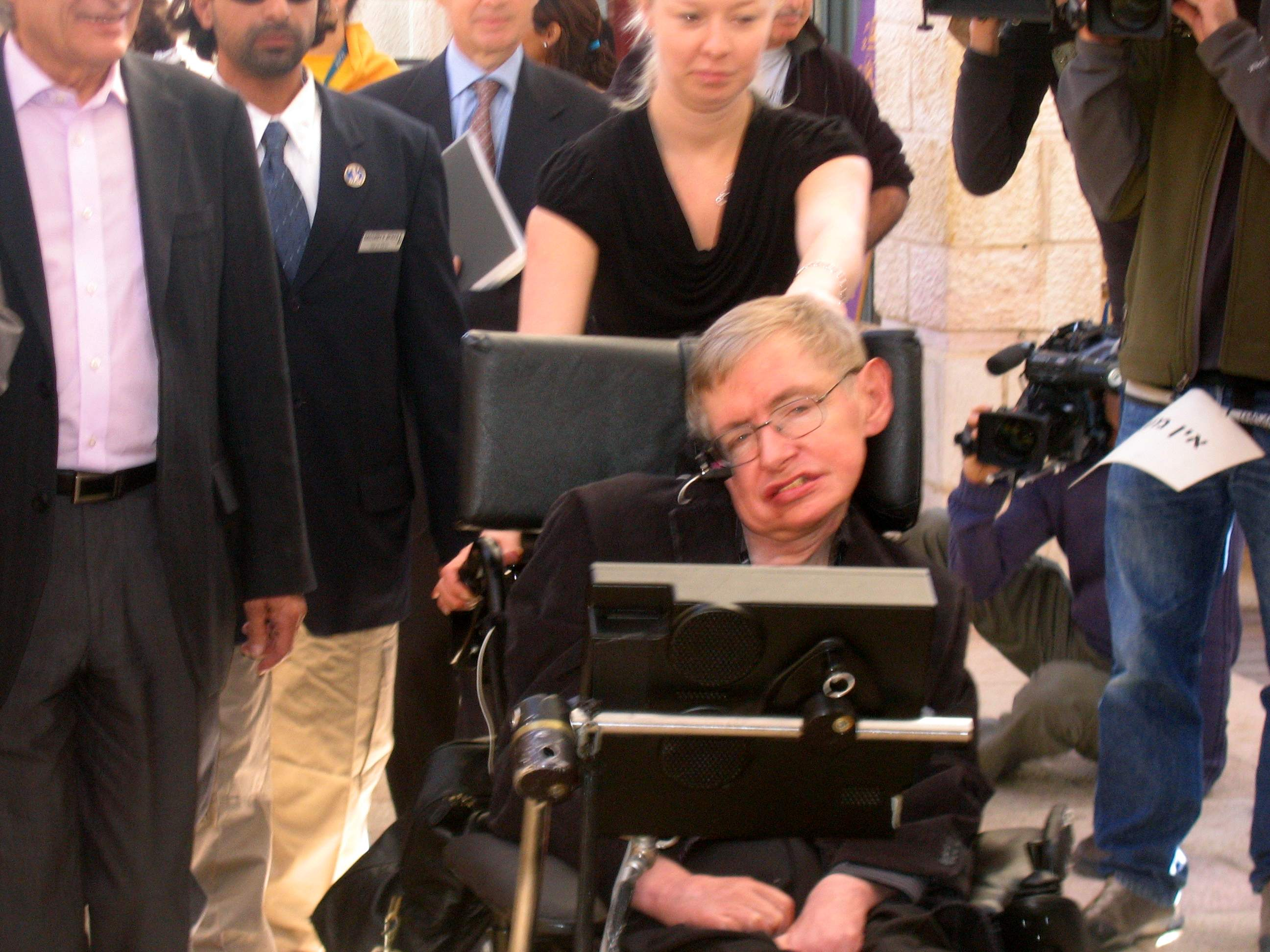
スティーヴン・ホーキング
人工知能（AI）の危険性について度々言及していた理論物理学者のスティーヴン・ホーキングは、AIが人類に対して反乱を起こすことによって滅亡する可能性は十分あり得るとし、それを防ぐには世界政府の樹立が必要であると指摘した。

## フィクションにおける世界政府
- トップをねらえ! - OVA。天皇を人類統合の象徴とする「地球帝国」と呼称される世界政府が登場する。帝都は東京。第一公用語に日本語を採用している。
- 解放された世界（英語版） - H.G.ウェルズによるSF小説。世界大戦によって主権国家が解体され世界政府が樹立される。

## 余談
- 2005年、BBCが世界政府の大統領選挙と仮定した世論調査を行い、ネルソン・マンデラが首位に選ばれた。全体の何パーセントがマンデラに投票したのかは公表されなかった[10]。